# سولتندیک
سولتندیک (به آلمانی: Soltendieck) یک شهر در آلمان است که در Aue واقع شده‌است. سولتندیک ۱٬۰۶۷ نفر جمعیت دارد.